# Confucius
Pour les articles homonymes, voir Kong.
Confucius (prononcé en français : /kɔ̃.fy.sjys/ ; chinois simplifié : 孔子 ; pinyin : Kǒng Zǐ ; Wade : K'ung³-tzŭ³), né le 28 septembre 551 av. J.-C. à Zou (陬) et mort le 11 avril 479 av. J.-C. à Qufu (曲阜) dans l’actuelle province du Shandong, est un philosophe chinois. Son patronyme est Kong, son prénom Qiu, et son prénom social Zhongni. Il est le personnage historique qui a le plus marqué la civilisation chinoise, et est considéré comme le premier « éducateur » de la Chine.
Son enseignement a donné naissance au confucianisme, doctrine politique et sociale érigée en religion d'État dès la dynastie Han et qui ne fut officiellement bannie qu'au début du XXe siècle, avec une résurgence en 1973 (voir Critique de Lin Piao et de Confucius). Ses principaux disciples sont nommés les Douze Philosophes et honorés dans les temples confucéens.
Il est généralement appelé Kǒngzǐ (孔子) ou Kǒng Fūzǐ (孔夫子) par les Chinois, ce qui signifie « Maître Kong » et a été latinisé en Confucius par les Jésuites. Les Coréens l'appellent Kong-ja, les Japonais, Kôshi, et les Vietnamiens, Khổng Tử.

## Sa vie
Sa figure mi-historique, mi-légendaire est retracée dans sa première biographie issue de Shiji (史記 / 史记, Shǐjì), œuvre de l'historien chinois Sima Qian écrite de 109 à 91 av. J.-C., soit plus de quatre siècles après sa disparition.

### Noms
Il avait pour nom personnel Kong Qiu (孔丘), et pour nom social Zhongni (仲尼). Aussi appelé respectueusement Kongfuzi (孔夫子 : « maître Kong »), ou simplement Kongzi (孔子).
Le nom latinisé « Confucius », dérivé de Kongfuzi, a été créé au XVIe siècle par des missionnaires jésuites en Chine, probablement par Matteo Ricci.

### Origines
La famille Kong était originaire de l'État de Song. Kong Fu Jia, son arrière-grand-père, y était le ministre de la guerre. Après que celui-ci fut assassiné, son fils Fang Shu se réfugia dans l'État de Lu, où il mena une carrière militaire. Son fils, Shu Lianghe, allait suivre ses traces et faire lui aussi une brillante carrière militaire. La famille Kong était une famille de grands guerriers. Confucius, fils de Shu Lianghe, fut le premier de sa lignée à abandonner la voie des armes.

### Naissance
Confucius est né le 28 septembre 551 avant notre ère à Zou (陬), ville dont son père était le gouverneur, non loin de la ville de Qufu (曲阜), pays de Lu, actuelle province de Shandong. Sa mère Zheng Zai étant allée prier sur le mont Qiū (丘) le prénomma ainsi.

#### Une naissance légendaire
D'après la légende, des événements extraordinaires auraient précédé sa naissance ; un qilin aurait en outre prédit sa naissance. Elle vomit une tablette de jade qui prédisait la naissance d'un enfant qui soutiendrait la déclinante dynastie Zhou. Au cours de la nuit de sa naissance, deux dragons se seraient posés sur le toit de sa maison. Cinq vieillards, dont les corps étaient formés des éléments les plus purs des cinq planètes, arrivèrent dans sa cour. Des chants célestes se seraient fait entendre. Puis finalement, des voix prophétisèrent : Le Ciel favorisera la naissance d'un fils saint.
Les historiens chinois, depuis deux mille ans, parlent de ce temps très ancien comme étant celui des « Printemps et des Automnes » (春秋), faisant ainsi référence à une chronique racontant ce qui advint entre 771 et 481 av. J.-C. précisément dans cette région que l'on nommait alors le pays de Lu.

### Famille
Selon la tradition, son père, Shu Lianghe (叔梁紇), était un descendant de Yi Yin (en) (伊尹), premier ministre de Cheng Tang (湯), le fondateur de la dynastie Shang (商朝).
Gouverneur de la principauté de Lu (鲁国 / 魯國, lǔguó), dans le sud-est de l’actuelle province du Shandong, il épousa en secondes noces à l'âge de 65 ans la jeune Zheng Zai, alors âgée de 15 ans.
Il mourut alors que Confucius n’avait que trois ans, laissant sa famille dans la pauvreté.

### Descendance
La famille de Confucius, les Kong, possède l'arbre généalogique le plus grand du monde. Les filiations de père en fils, qui comptent aujourd'hui 83 générations, ont été enregistrés depuis la mort de Confucius. Selon le Comité de Compilation de la Généalogie de Confucius, il compte 2 millions de descendants connus et enregistrés, sur un total de descendants estimés de 3 millions.

## Apparence physique
Selon le Shiji, Confucius mesurait six pieds neuf pouces de haut, ce qui équivaut à 2,06 mètres. Cette haute stature lui venait de son père qui mesurait lui-même plus de 2,20 mètres.

## Enfance et jeunesse
Dès l’âge de dix-sept ans, grâce à un goût précoce pour les livres et les rites, Confucius serait devenu précepteur. Il se maria à dix-neuf ans et eut son premier fils, Kong Li (孔鯉) un an plus tard. Celui-ci fut suivi de deux filles. Pour vivre, il effectuait probablement des tâches administratives pour le chef de province.

## Âge adulte

### Relations avec le duc Jing de Qi
Confucius qui séjournait au pays de Qi (齐国 / 齊國, qíguó) fut reçu à cette occasion par Jiang Ziya (姜子牙, jiāng zǐyá), duc Jiang de Qi, qui le fit mander. Les deux hommes dialoguèrent à propos d'affaires d'État, mais aussi sur des sujets comme la morale et les us et coutumes. Ils se parlèrent régulièrement pendant tout le séjour de Confucius. Le duc Jing, qui aimait les idées de Confucius, était décidé à lui confier des charges dans son gouvernement mais en fut finalement dissuadé par un de ses conseillers, qui craignait probablement pour son poste. Finalement, quand le duc Jiang rencontra une dernière fois Confucius, il lui dit « Je suis trop vieux pour vous employer. » Par la suite, Confucius retourna au pays de Lu[réf. souhaitée].

### Rencontre avec Lao Tseu
La légende veut qu’il ait rencontré Lao Zi (老子), père du taoïsme. Il serait allé le trouver, à Luoyang, pour s'enrichir de connaissances concernant les rites de deuil. Ils auraient eu un long échange et, au moment où Confucius allait le quitter, Lao Dan lui aurait dit :
« Selon les traditions, les gens fortunés donnent des présents à leur hôte et les gens pauvres donnent des mots. N'étant pas aisé, je puis néanmoins vous donner des mots : un homme intelligent, grand observateur, se trouvera toujours en danger de mort, car il se plaît à parler des autres. Par son vaste savoir et son solide jugement, il en vient à découvrir ce que les autres ont de plus méprisable. Être fils comme être un simple sujet dépossède du soi. »[réf. nécessaire]
Après, Confucius resta sidéré et renonça à parler pendant trois jours - ou un mois - tellement Lao Zi l'avait troublé.

### Carrière

#### À la cour de Lu
Après la mort de sa mère en -530, il enseigna sa connaissance des textes anciens au petit groupe de disciples qui le suivait. Après quelques emplois subalternes à la cour du duc de Lu, il devint Grand Ministre de la Justice de Lu à l'âge de 53 ans. Yuan Xian était le chef de la maisonnée de Confucius quand celui-ci exerçait la fonction de Ministre de la Justice de Lu. Après la mort de son maître, Yuan Xian partit dans l'État de Wei, où il a vécu reclus et dans la pauvreté.
Cependant, après que ce duc eut préféré prendre du plaisir trois jours durant avec des danseuses au lieu d'assurer sa tâche de gouvernement, Confucius décida de quitter son poste de ministre et, en -497, partit pour treize années d’errance. Il rentra définitivement à Lu pour se consacrer jusqu’à sa mort, le 11 avril -479, à l’enseignement et à la compilation de textes anciens.

## Les années d'errance

### Les dangers du pays de Song
Confucius et ses disciples s'étaient rassemblés dans un bois pour se reposer et écouter l'enseignement du maître. Quand Huan Tui, ministre de la guerre du pays de Song, tenta de l'assassiner en faisant tomber un arbre sur lui. Confucius se contenta de l'éviter. Puis, quelque temps plus tard, accompagné de ses disciples, il quitta le pays de Song.[réf. nécessaire]

### Piégé entre Chen et Cai
Confucius et ses disciples étaient dans le pays de Chen quand le roi de Chu envoya des cadeaux à Confucius. Le roi Zhao de Chu voulait demander à Confucius d'exercer une charge dans son gouvernement. Cependant, Chen et Cai, qui étaient des ennemis de Chu, voulurent l'empêcher et cernèrent Confucius et ses disciples, les mettant en état de siège. Le roi de Chu l'ayant appris, qui tenait son camp à Chengfu, détacha un corps d'armée pour les dégager de leur position fâcheuse. L'opération fut un succès et Confucius et ses disciples purent s'échapper. Confucius était tout disposé à exercer une charge au sein du pays de Chu et voulut rencontrer son roi. Mais Zixi, grand conseiller de Chu, sentant sa position au sein du gouvernement de Chu menacée, ne ménagea pas ses efforts pour faire changer d'idée au roi de Chu qui, finalement, renonça.

### Les dangers du bourg de Kuang
Étonnamment, Confucius ressemblait physiquement à un homme cruel nommé Yang Huo. Or celui-ci avait commis des exactions contre la population du bourg de Kuang. Les gens de Kuang qui prenaient Confucius pour Yang Huo, le cernèrent et voulurent le pendre. Confucius réussit néanmoins à s'échapper.

## Le retour au pays de Lu et mort
Son disciple Ran Qiu, avait été sollicité par Ji Kangzi pour exercer une charge dans le gouvernement de Lu et il rentra à Lu. Après son arrivée, Ran Qiu demanda à Ji Kangzi, premier ministre de l'État de Lu, de faire revenir son maître. Ji Kangzi accepta. Confucius revint à Lu, mais n'allait pas exercer de charge dans le gouvernement. Il continua son enseignement jusqu'à sa mort.

## Le piège de Yang Huo

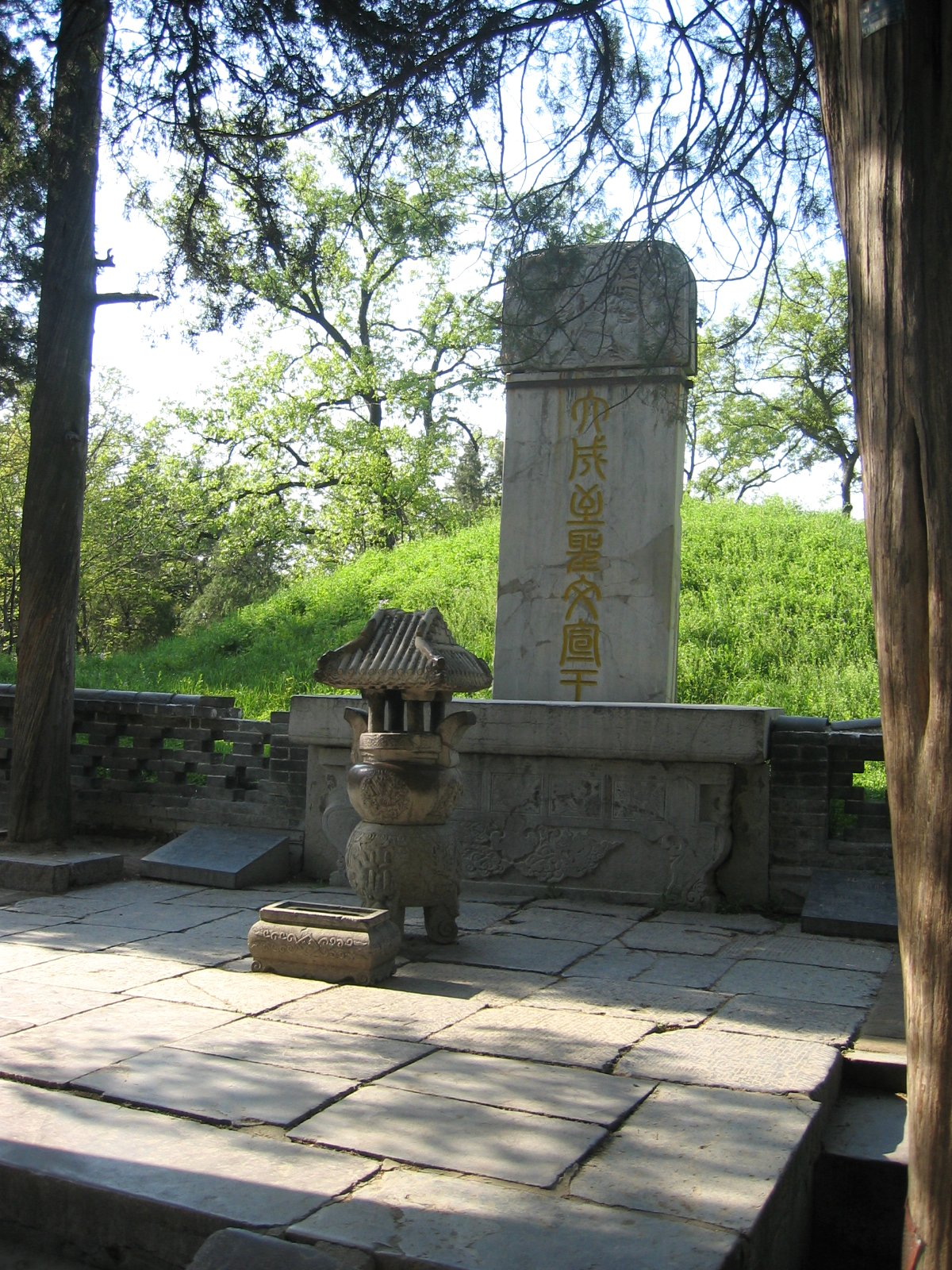
Tombe de Confucius

Yang Huo — tyran qui vivait en ce temps — était déterminé à rencontrer Confucius ; aussi décida-t-il de lui envoyer un cadeau au moment où Confucius n'était pas chez lui. D'après la tradition, un lettré qui n'est pas chez lui et qui reçoit un cadeau d'un seigneur doit aller chez ledit seigneur à pied le remercier de ses bonnes grâces. Or Confucius s'est résolu à ne pas le voir, estimant qu'il s'agissait d'un piège tendu par cet homme fourbe et cruel. Aussi décide-t-il d'aller le remercier au moment où il n'est pas chez lui, pour ne pas le voir. Cependant Yang Huo prévoit la manœuvre et prend les devants, tant et si bien que les deux se rencontrent sur le chemin. Quand il voit Yang Huo, il réalise qu'il est bel et bien piégé. Sa vivacité d'esprit le sort de cette mauvaise situation. Yang Huo voulait en fait demander à Confucius d'exercer des charges dans son pseudo-gouvernement, dans le but de semer le trouble dans le gouvernement légitime du prince Ting.

## Sa pensée
L'essentiel de la pensée de Confucius nous est parvenu à travers les Analectes, ou Entretiens, recueil de propos de Confucius et de ses disciples ainsi que de discussions entre eux, compilés par des disciples de deuxième génération, et à travers leur supplément, les Entretiens familiers de Confucius.
Bien qu’il n’ait jamais développé sa pensée de façon théorique, on peut dessiner à grands traits ce qu’étaient ses principales préoccupations et les solutions qu’il préconisait. Partant du constat qu’il n’est pas possible de vivre avec les oiseaux et les bêtes sauvages, et qu’il faut donc vivre en bonne société avec ses semblables, Confucius tisse un réseau de valeurs dont le but est l’harmonie des relations humaines. En son temps, la Chine était divisée en royaumes indépendants et belliqueux, les luttes pour l’hégémonie rendaient la situation instable et l’ancienne dynastie Zhou avait perdu le rôle unificateur et pacificateur que lui conférait le mandat du Ciel. Confucius voulait donc restaurer ce mandat du Ciel qui conférait le pouvoir et l’efficacité à l’empereur vertueux. Cependant, bien qu’il affirme ne rien inventer et se contenter de transmettre la sagesse ancienne, Confucius a interprété les anciennes institutions selon ses aspirations, il a semé les graines de ce que certains auteurs appellent l'« humanisme chinois ».
Mettant l’homme au centre de ses préoccupations et refusant de parler des esprits ou de la mort, Confucius n’a pas fondé de religion au sens occidental du terme, même si un culte lui a été dédié par la suite. Cherchant à fonder une morale positive, structurée par les « rites » et vivifiée par la « sincérité », mettant l’accent sur l’étude et la rectitude, Confucius représente pour les Chinois d’avant la Révolution l’éducateur par excellence, mais la lecture attentive des Entretiens montre qu’il n’a pas voulu s’ériger en maître à penser, et qu’au contraire il voulait développer chez ses disciples l’esprit critique et la réflexion personnelle : « Je lève un coin du voile, si l’étudiant ne peut découvrir les trois autres, tant pis pour lui. »

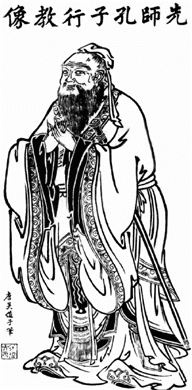
Confucius.

Un apport important de Confucius a été la notion de « Junzi » (« gentilhomme ») qui, avant lui, traduisait une noblesse de sang et dont il a modifié le sens pour le transformer en noblesse du cœur, un peu comme le mot anglais gentleman. Le concept central de la doctrine de Confucius est Ren, la bienveillance, dont la pratique a pour norme Li, la moralité. Son enseignement, bien que principalement orienté vers la formation de futurs hommes de pouvoir, était ouvert à tous, pas seulement aux fils de princes. On peut faire remonter à cette impulsion de départ la longue tradition des examens impériaux, chargés de pourvoir l’État en hommes intègres et cultivés, que le plus humble paysan pouvait (en théorie) tenter. Bien que cette institution « méritocratique » ait subi différents avatars et distorsions, elle a certainement joué un rôle prépondérant dans la pérennité de la culture chinoise et dans la relative stabilité du Céleste Empire pendant deux millénaires.
Selon Confucius, la soumission au père et au prince va de soi et garantit la cohésion des familles et du pays, mais elle s’accompagne d’un devoir de (respectueuses) remontrances si le père ou le prince vont dans la mauvaise direction. De très nombreux lettrés chinois, se réclamant à juste titre de l’enseignement de leur maître, ont péri ou été bannis, pour avoir osé critiquer l’empereur quand celui-ci, sous l’influence de courtisans ou de prêtres taoïstes, ne prenait plus soin de son peuple et laissait le pays sombrer dans la famine ou la guerre civile.

## Sa postérité
La postérité de Confucius, en Chine et en Extrême-Orient, ne saurait être sous-évaluée. Ses commentateurs et ses continuateurs proches comme Mencius et Xun Zi ont formé un corps de doctrine, appelé confucianisme.
Les Jésuites en Chine réalisent un transfert culturel de la pensée confucéenne aux élites européennes du XVIIe et XVIIIe siècles, favorisant la sinophilie, voire la sinomanie des intellectuels. Ils font de Confucius un saint, ce qui est un des éléments déclencheurs de la Querelle des rites.
Jusqu’à la fin de l’Empire, en 1911, le système des examens, basé sur le corpus confucéen, est resté en vigueur. Certains analystes, chinois ou occidentaux, pensent que l’influence du confucianisme est toujours prépondérante à l’époque actuelle. La Corée du Sud (cf. article Yi I) et Singapour se réclament toujours de cette doctrine politique (2007). Le Japon se revendique également de cette doctrine pour les bases de sa société, depuis la transformation de la société par Hayashi Razan, sous l'ère Edo, et aujourd'hui encore, on considère que les racines de la société nippone sont shinto-confucianistes. Une seconde mondialisation après celle des jésuites est véhiculée après la Seconde Guerre mondiale par le sinologue James Legge ou le philosophe pragmatiste Herbert Fingarette (en) (auteur de Confucius, The Secular as Sacred, « Confucius, le séculier en tant que sacré », paru en 1972), voire, en France, par René Etiemble (Confucius, Club français du livre, 1956).
Cette continuité apparente du confucianisme en Chine ne doit cependant pas cacher les constants renouvellements, suivis de retours aux sources ou d’éclipses temporaires, qui ont animé l’histoire de la pensée chinoise. Ainsi le renouveau du confucianisme, instauré par Zhu Xi pendant la dynastie Song, après une relative mise en retrait durant la dynastie des Tang, a intégré les apports anciens de la pensée taoïste et les apports plus récents du bouddhisme en une orthodoxie restée relativement incontestée depuis lors. C'est depuis la fondation de la République de Chine que l’enseignement des Quatre Livres et des Cinq Classiques confucéens n'est plus obligatoire :
Les Quatre Livres (四书 / 四書, sì shū) sont :
- la Grande Étude (大学 / 大學, dà xué),
- l’Invariable Milieu (中庸, zhōng yóng),
- les Entretiens de Confucius (论语 / 論語, lùn yǔ),
- le Mencius (Livre) (孟子, mèng zǐ).

Les Cinq Classiques (五經 Wǔ jīng) sont :
- le Canon des Poèmes (诗经 / 詩經, shī jīng),
- le Canon de l'Histoire (书经 / 書經, shū jīng),

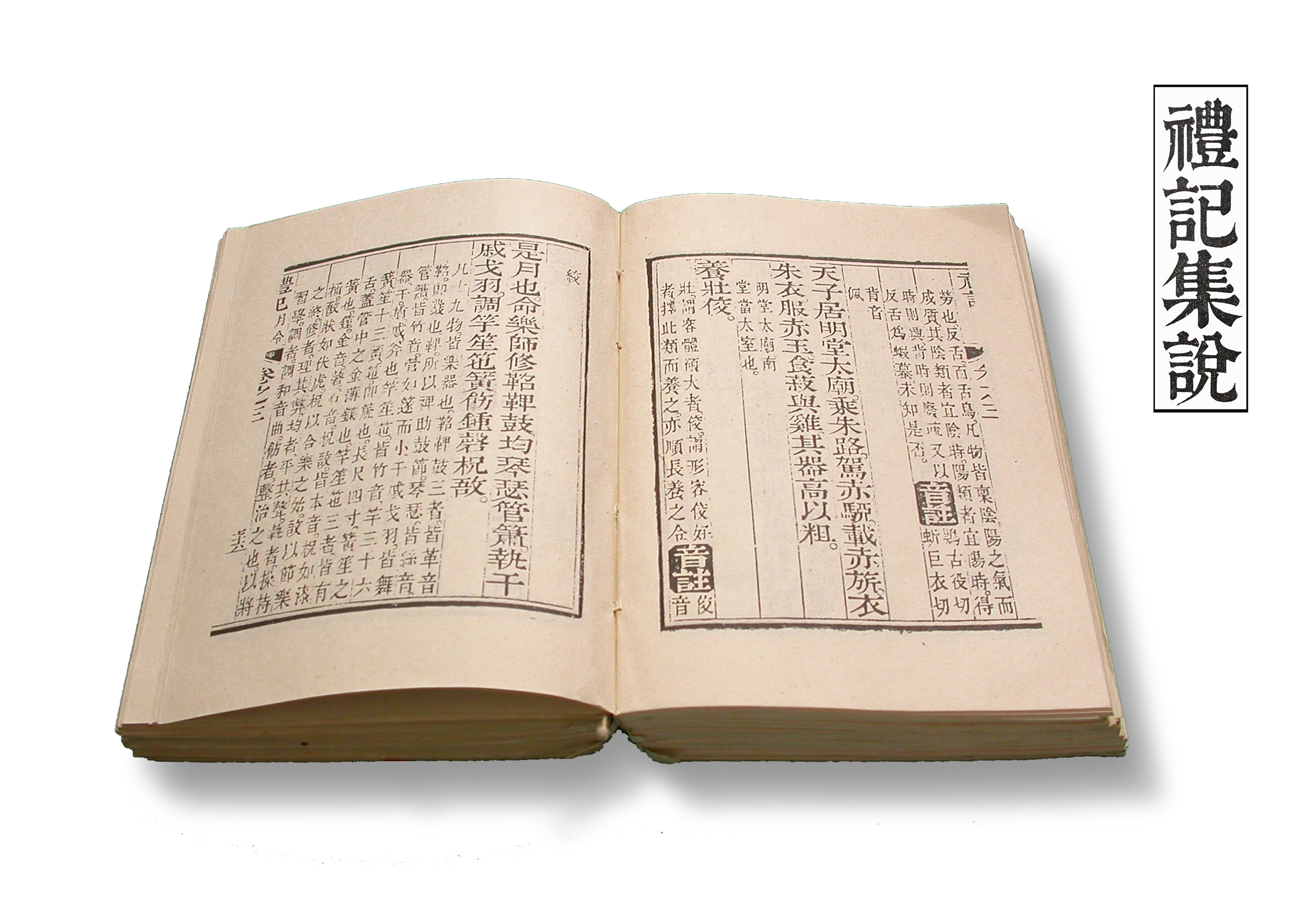
Le Livre des Rites.

- le Livre des mutations ou Yi Jing (易经 / 易經, yì jīng),
- le Livre des Rites (礼记 / 禮記, lǐ jì),
- les Annales des Printemps et Automnes (春秋, chūn qiū, alias 麟經, lín jīng).
- Un sixième classique a été perdu : le Canon de la musique (乐经 / 樂經, yuèjīng).

Deux mouvements inverses s'observent actuellement : développement en Chine continentale d’écoles confucéennes privées qui inculquent aux élèves l'apprentissage par cœur des classiques de Confucius dont la figure est reconstruite et réinventée ; à l'opposé, surtout chez les sinologues occidentaux, un mouvement de déconstruction de la figure de Confucius et du texte des Entretiens.

## Ses élèves
Confucius a eu plus de trois mille élèves ; parmi lesquels soixante-douze (soixante-dix-sept selon certaines sources) maîtrisent les six arts enseignés[réf. souhaitée].
Et parmi les disciples, dix sont considérés comme des sages ou philosophes dans la tradition confucéenne. Ils sont appelés les dix sages de l'école confucéenne.
D'après le verset 3 (ou 2 selon version) du chapitre 11 du Lun Yu :
- Yan Hui, Min Ziqian, Ran Boniu et Ran Yong étaient remarquables par leurs vertus ;
- Zai Yu et Zigong, par leur habileté à parler ;
- Ran Qiu et Zilu, par leur habileté à gouverner ;
- Ziyou et Zixia, par leur habileté dans l'étude.

### Publications anciennes

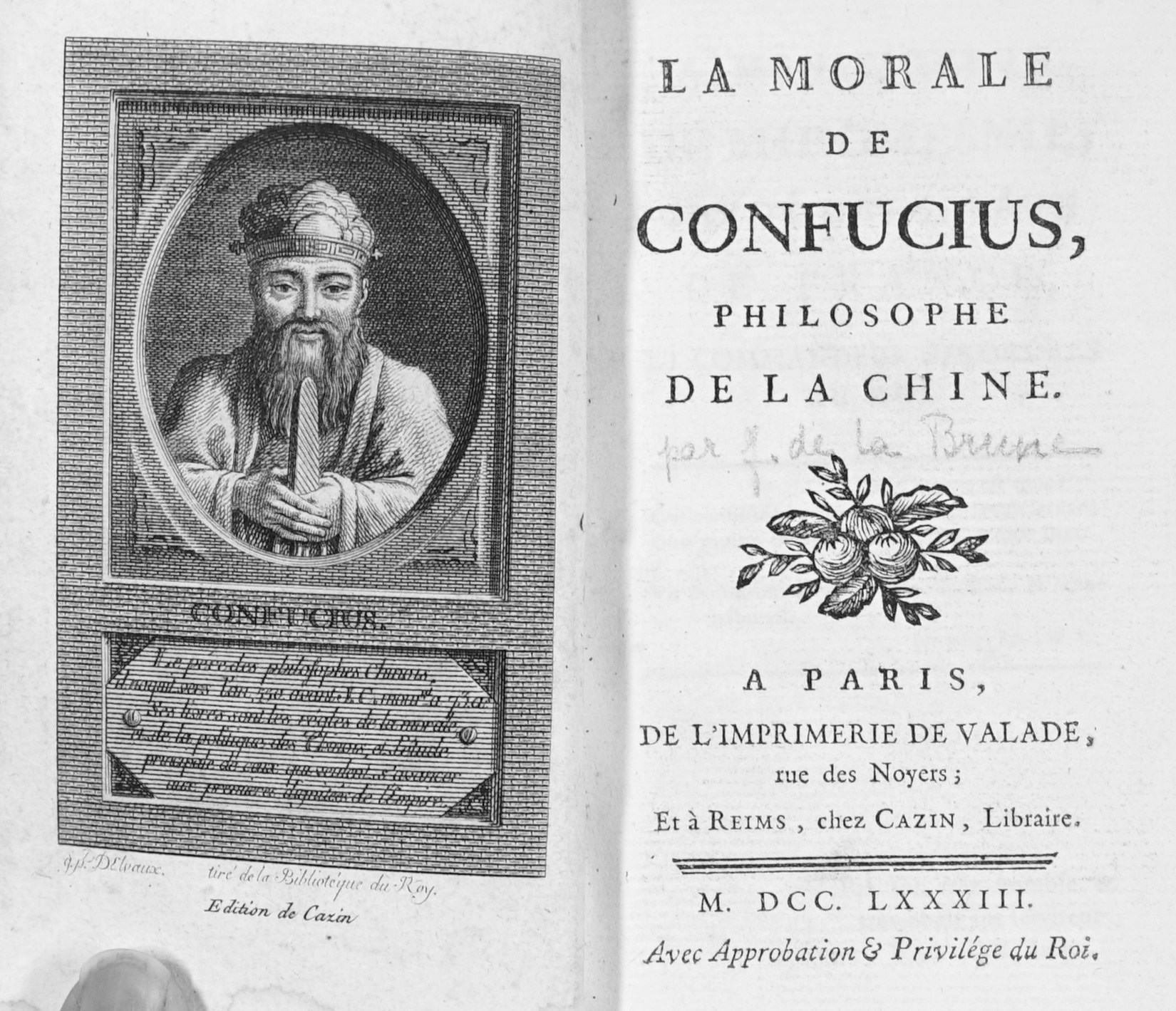
En 1783, imprimé par Jacques-François Valade et Hubert Cazin, gravure de Rémi Delvaux exemplaire de la bibliothèque Carnegie (Reims).

Tous ses livres moraux ont été traduits en latin et paraphrasés par Prospero Intorcetta, Christian Herdtrich, François de Rougemont et Philippe Couplet, sous le titre de Confucius, Sinarum philosophus, Paris, 1687, in-folio.
Le Shū Jīng a été traduit en français, par le Père Antoine Gaubil, 1770 ; le Zhōng Yóng a été publié en chinois, avec traduction latine et française, par Abel-Rémusat, 1817, in-4 ; le Ta hio, par Guillaume Pauthier (chinois, latin et français), 1837, in-8.
On trouve aussi plusieurs des ouvrages de Confucius dans les Sinensis imperii libri classici sex du Père François Noël, Prague, 1711, collection traduite en français par l'abbé François-André-Adrien Pluquet, 1784, 7 volumes in-18.
La Vie de Confucius a été écrite par le Père Joseph-Marie Amiot dans les Mémoires sur les Chinois. On a publié la Morale de Confucius, Amsterdam, 1688, 1 volume in-8.

### Traductions
- Philosophes confucianistes, Gallimard, coll. La Pléiade, 1536 p. Les Entretiens (Lun Yu) de Confucius, Meng Zi, La Grande Étude (Da Xue), La pratique équilibrée (Zhong Yong), Le classique de la piété filiale (Xiao-jing), Xun Zi.
- Anne Cheng, Entretiens de Confucius, Paris, 2004 (1re éd. 1981)
- Pierre Ryckmans, Les Entretiens de Confucius, Paris, 2005 (1re éd. 1987)
- André Lévy, Confucius, Entretiens avec ses disciples, Paris, 1993
- Confucio, Il Libro delle Odi, edizione integrale, traduzione e cura di Vincenzo Cannata, Luni Editrice, 2021 ;  (ISBN 978-88-79-846318)

### Source ancienne
- Sima Qian, Kong zi, chapitre 47 du Shiji, traduction Édouard Chavannes 1905 : Mémoires historiques volume 5, réédition Adrien-Maisonneuve, Paris, 1967; en ligne : université du Québec et Wikisource

### Études
Ouvrages généraux
- Anne Cheng, Histoire de la pensée chinoise, Paris, 2002, p. 61-93.
- Jeffrey Riegel, Confucius, The Stanford Encyclopedia of Philosophy, 2013.

Ouvrages sur Confucius
- Pierre Do-Dinh : Confucius et l'humanisme chinois Éditions du Seuil Collection Maîtres Spirituels, 1958.
- Karl Jaspers, Confucius. Éditions Noé 2006.  (ISBN 2916312013).
- René Étiemble, Confucius, Gallimard 1966. Édition augmentée 1985 (Folio-Essais)  (ISBN 2070323587)
- Yasushi Inoue, Confucius, Éditions Stock pour la traduction française  (ISBN 9782234054240)
- Lin Yutang, La sagesse de Confucius, éd. Picquier poche, 2008  (ISBN 2809700559)
- Yu Dan : Le bonheur selon Confucius Éditions Belfond 2009
- Michèle Moioli : Apprendre à philosopher avec Confucius, Éditions Ellipses, 2011 (ISBN 978-2-7298-6385-2)
- Danielle Elisseeff, Confucius, Les Mots en Action, Paris, 2003
- Jean Lévi, Confucius, Paris, 2003
- Jean-Paul Desroches et al., Confucius, à l'aube de l'humanisme chinois, Paris, 2003
- José Frèches, Moi, Confucius, XO édition, 2013
- Defu Guo, Biographie illustrée de Confucius, Pages chinoises, 2 tomes, 2016  (ISBN 109539102X)

### Livres-audio
- Dialogue avec ses disciples de Confucius, Éditions Thélème, Paris, 2007.

### Livres pour enfants
- Chun-Liang Yeh, Confucius. Toute une vie, illustré par Clémence Pollet, éditions HongFei Cultures, 2018  (ISBN 978-2-35558-132-8)

## Filmographie
Films sur la vie de Confucius :
- Confucius, 1940, de Fei Mu.
- Confucius, 2010, de Hu Mei.

Film dont le titre porte son nom :
- Confusion chez Confucius, 1994, de Edward Yang.

Episode de la série Points de Repères "Confucius et la Pensée chinoise" diffusé sur Arte.

## Hommage
L'astéroïde (7853) Confucius a été nommé en son honneur.
A Montpellier, un rond-point porte son nom depuis 1989.